# Équipe de France de basket-ball en 2007
La saison 2007 de l'Équipe de France de basket-ball est marquée par le championnat d'Europe en Espagne, un an après avoir obtenu une encourageante 5e place au mondial 2006.

## Une année en bleu
La préparation estivale est marquée par les blessures et autres problèmes liés. Le groupe choisi par Claude Bergeaud est très réduit (12 joueurs) celui-ci se passant des NBAers : Mickaël Gelabale, Michael Piétrus et Johan Petro. Il fait néanmoins appel à Ian Mahinmi qui prépare pourtant ce qui devrait être sa première saison dans la Grande Ligue aux Spurs de San Antonio. Celui-ci se blesse lors des training camp aux États-Unis et est contraint de déclarer forfait de la campagne en bleus. Bergeaud appelle donc Pape Badiane, champion de France avec la Chorale de Roanne, à la rescousse.
L'équipe est en stage à Divonne-les-Bains du 23 juillet au 4 août, le temps de faire les deux premiers matchs amicaux de la saison.
Durant le début de la préparation, les Phoenix Suns interdisent à Boris Diaw toute compétition en raison de problèmes d'assurance. Tony Parker lui est contraint de retourner à San Antonio afin de passer des examens à la suite d'une blessure à la cheville (entorse de niveau 2), il sera néanmoins de retour pour le Tournoi international de Strasbourg, tournoi dont Yohann Sangare manquera le premier match, et où Tariq Kirksay ne fera pas le moindre match, lui aussi blessé. Cela n'empêchera pas l'équipe de France de remporter le tournoi.
La semaine suivante est l'occasion du Tournoi de Paris à Coubertin marqué par une victoire éclatante contre la Russie (92-56). C'est à l'issue du tournoi que Claude Bergeaud annonce sa sélection finale, se séparant alors de Michel Morandais (pourtant meilleur marqueur contre la Russie, mais dont les performances n'ont pas été régulières auparavant) et de Sacha Giffa (qui avait été sélectionné au départ pour faire office de sparing partner). Ce rôle a d'ailleurs été très bien compris par Giffa qui déclarera en quittant l'équipe : « Ramenez moi une médaille ».
Le tournoi de Slovénie ayant été annulé, la France dispute deux matchs contre la sélection slovène les 25 et 26 août. Ils se concluent par deux victoires sur leur futur adversaire à l'Eurobasket, avec une performance à souligner la réussite à 3 points (8 sur 9) de Cédric Ferchaud lors du second match.
L'équipe se dirige ensuite vers l'Espagne le  28 août, puis apprend dans la journée que la blessure du meneur Aymeric Jeanneau, contractée dans le second match en Slovénie, est trop importante pour qu'il puisse participer à l'Eurobasket. Claude Bergeaud hésite alors à appeler le renfort du meneur Yannick Bokolo (non sélectionné) ou de faire revenir Sacha Giffa qui s'était illustré en préparation. C'est finalement ce dernier qui revient en équipe de France.
La France remporte ses deux premiers matchs du tournoi face à la Pologne et à l'Italie, avant de s'incliner d'un point contre la Slovénie.

## Les matches
| Date         | Lieu          | Adversaire         | Score           | Compétition | Meilleurs marqueurs (France) |
| ------------ | ------------- | ------------------ | --------------- | ----------- | ---------------------------- |
| 28 juillet   | Genève        | Suisse             | v. 56-74        | A           | Ronny Turiaf (14)            |
| 4 août       | Aix-les-Bains | Belgique           | v. 98-75        | A           | Ronny Turiaf (19)            |
| 10 août      | Strasbourg    | Serbie             | v. 93-87 (a.p.) | A (tds)     | Yakhouba Diawara (18)        |
| 11 août      | Strasbourg    | Grèce              | d. 74-55        | A (tds)     | Tony Parker (9)              |
| 12 août      | Strasbourg    | Slovénie           | v. 80-60        | A (tds)     | Pape Badiane (16)            |
| 17 août      | Paris         | Portugal           | v. 86 - 64      | A (tdp)     | Tony Parker (21)             |
| 18 août      | Paris         | République tchèque | v. 76 - 73      | A (tdp)     | Tony Parker (20)             |
| 19 août      | Paris         | Russie             | v. 92 - 56      | A (tdp)     | Michel Morandais (16)        |
| 24 août      | Maribor       | Slovénie           | v. 87 - 90      | A           | Tariq Kirksay (18)           |
| 26 août      | Maribor       | Slovénie           | v. 74 - 92      | A           | Cédric Ferchaud (28)         |
| 29 août      | Alicante      | Espagne            | d. 72 - 87      | A           | Tony Parker (24)             |
| 3 septembre  | Alicante      | Pologne            | v. 74 - 66      | CE          | Tony Parker (16)             |
| 4 septembre  | Alicante      | Italie             | v. 69 - 62      | CE          | Tony Parker (36)             |
| 5 septembre  | Alicante      | Slovénie           | d. 67 - 66      | CE          | Tony Parker (25)             |
| 8 septembre  | Madrid        | Allemagne          | v. 78 - 66      | CE          | Tony Parker (23)             |
| 10 septembre | Madrid        | Lituanie           | d. 88 - 73      | CE          | Florent Piétrus (13)         |
| 12 septembre | Madrid        | Turquie            | v. 85 - 64      | CE          | Boris Diaw (18)              |
| 14 septembre | Madrid        | Russie             | d. 75 - 71      | CE          | Boris Diaw (17)              |
| 15 septembre | Madrid        | Croatie            | d. 86 - 69      | CE          | Tony Parker (18)             |
| 16 septembre | Madrid        | Slovénie           | d. 88 - 74      | CE          | Tony Parker (31)             |

légende : v. victoire ; d. défaite
A : amical ; (tds) : Tournoi international de Strasbourg ; (tdp) : Tournoi de Paris ; CE : Championnat d'Europe

## Effectif
- Sélectionneur : Claude Bergeaud
- Assistants :  Jean-Aimé Toupane et Yves Baratet

| Poste     | Joueur           | Nombre matchs | Nombre points | Club(s) 2007                       |
| --------- | ---------------- | ------------- | ------------- | ---------------------------------- |
| Intérieur | Pape Badiane     | -             | -             | Chorale Roanne Basket              |
| Ailier    | Boris Diaw       | -             | -             | Phoenix Suns                       |
| Ailier    | Yakhouba Diawara | -             | -             | Denver Nuggets                     |
| Arrière   | Cédric Ferchaud  | -             | -             | Élan Béarnais Pau-Orthez           |
| Intérieur | Sacha Giffa,     | -             | -             | Strasbourg IG                      |
| Arrière   | Joseph Gomis     | -             | -             | CB Valladolid                      |
| Ailier    | Tariq Kirksay    | -             | -             | SLUC Nancy, UNICS Kazan            |
| Meneur    | Tony Parker      | -             | -             | San Antonio Spurs                  |
| Intérieur | Florent Piétrus  | -             | -             | Unicaja Málaga, Estudiantes Madrid |
| Meneur    | Yohann Sangare   | -             | -             | ASVEL Lyon-Villeurbanne            |
| Intérieur | Ronny Turiaf     | -             | -             | Los Angeles Lakers                 |
| Intérieur | Frédéric Weis    | -             | -             | CBD Bilbao                         |
| Meneur    | Aymeric Jeanneau | 9             | 44            | ASVEL Lyon-Villeurbanne            |
| Intérieur | Ian Mahinmi      | 0             | 0             | Élan Béarnais Pau-Orthez           |
| Arrière   | Michel Morandais | 7             | 41            | Eldo Napoli                        |

## Faits et anecdotes
- Kinder est le nouveau sponsors principal des équipes de France, à la place de TPS Star[27].
- Tariq Kirksay est le 14e joueur naturalisé à porter le maillot bleu[28].

## Sources et références
1. ↑  (fr) annonce FFBB, 29 juin
2. ↑  (fr) le classement en fin d'article
3. ↑  (fr) annonce sur eurosport.fr
4. 1 2  Basket News, #357, 23 août 2007, P. 8 et 9
5. ↑  (fr) déclaration de Claude Bergeaud sur le site de L'Équipe
6. 1 2  (en) la feuille du match
7. ↑  (fr) annonce FFBB annonçant le planning de la journée
8. 1 2  (fr) annonce de la fédération annonçant son forfait sur blessure
9. 1 2  (fr) annonce du retour de Giffa
10. ↑  (fr) [PDF] la feuille de match
11. ↑  (fr) [PDF] la feuille de match
12. ↑  (fr) [PDF] la feuille de match
13. ↑  (fr) [PDF] la feuille de match
14. ↑  (fr) [PDF] la feuille de match
15. ↑  (fr) [PDF] la feuille du match
16. ↑  (fr) [PDF] la feuille du match
17. ↑  (fr) [PDF] la feuille du match
18. ↑  (en) la feuille du match
19. ↑  (es) [PDF] la feuille de mactch
20. ↑  (en) la feuille de match
21. ↑  (en) la feuille de match
22. ↑  (en) la feuille de match
23. ↑  (en) la feuille de match
24. ↑  (en) la feuille de match
25. 1 2  Non retenu pour l'EuroBasket, (fr) choix du sélectionneur
26. ↑  Blessé avant le début de la préparation
27. ↑  (fr) [PDF] conférence de presse du 4 juin 2007, p.4
28. ↑  Maxi basket #292, juillet-août 2007